# Theodor Fischer
Theodor Fischer, född 28 maj 1862, död 25 december 1938, var en inflytelserik tysk arkitekt, stadsplanerare och arkitekturlärare. 
Fischer föddes i Schweinfurt och studerade till arkitekt mellan 1880 och 1885 vid universitetet i München, men slutade utan examen. Mellan 1885 och 1889 hade han anställning på ett arkitektkontor i Berlin innan han åter flyttade till München och startade en egen verksamhet tillsammans med en vän. 
1893 fick han det prestigefyllda uppdraget att upprätta en stadsplan för München, vilken gav honom uppmärksamhet och berömmelse. Mellan åren 1901 och 1908 var han verksam som professor inom byggnadskonst vid universitetet i Stuttgart och grundade under denna tid organisationen Deutscher Werkbund. Därefter fick han en liknande anställning vid tekniska universitetet i München.
Även om Fischers produktion av uppförda byggnader är tämligen stor, så är det som inflytelserik läromästare och professor som han gjort sig mest berömd. Bland annat undervisade han Hugo Häring, Bruno Taut, Ernst May, Erich Mendelsohn, J.J.P. Oud och den svenske arkitekten Sigurd Lewerentz.